# 須佐の湖善誉
須佐の湖 善誉（すさのうみ よしたか、1972年8月30日 - ）は愛知県知多市出身で北の湖部屋に所属した元大相撲力士。本名は金作 善治（かねさく よしはる）。身長183cm、体重233kg。最高位は東十両2枚目（1998年1月場所）。得意技は突き、押し、閂、叩き。趣味は寝ること。血液型はB型。

## 来歴
1988年3月場所で初土俵。入門直後から期待され、順調に番付を上げていった。21歳になったばかりの1993年9月場所に「将兜」の四股名で十両に昇進した。これにより北の湖部屋から子飼いとしては初となる関取が誕生した。しかし四つ相撲と突き押しの中途半端な相撲だったため3勝12敗と大敗を喫し、1場所で幕下に陥落した。落ちたばかりの場所の3番相撲で右膝を痛めしばらく幕下に低迷していたが1996年7月場所で9人での幕下優勝決定戦を制して優勝してからは復調し、1997年5月場所には四股名を「須佐の湖」に改め、7月場所も幕下優勝し翌9月場所に4年ぶりに十両に復帰し、十両に定着した。11月場所には突き押し相撲に徹し、10勝5敗と最後まで十両優勝を争った。1998年9月場所には日本人力士最重量の240kgを記録。幕内を狙える番付まで上がったが次第に引いて押し出される雑な相撲が増え、2000年5月場所を最後に幕下に陥落。内臓疾患のため体重も徐々に減少し思うような相撲を取ることが出来なくなり、幕下下位で低迷した。2003年1月場所には三段目に陥落し、4勝3敗と勝ち越したが、翌3月場所を最後に現役を引退。引退後は妻の実家がある福岡市で飲食店を経営したり、九州で警備員を行うなど転々としていたが、2023年現在は福岡市博多区の博多駅地下街にてお好み焼き店「きんさい屋 博多駅地下街店」の店長を務めており、店内には、日本人力士最重量を記録した現役時代の写真が飾られている。

## エピソード
- 元東北楽天ゴールデンイーグルスの山﨑武司は、中学時代の相撲部の先輩で現在に至るまで親交がある。山﨑が中日ドラゴンズ時代に、ナゴヤドームで始球式を行ったこともある（その山﨑は中学卒業時に藤島部屋から勧誘を受けている）。
- 普段は明るい性格で知られ、相撲番の記者からは負けた相撲の後でも嫌な顔一つせず丁寧に応対するなどの理由で非常に評判が高かった。
- 20代前半からは頭髪が薄くなり、現役晩年には非常に小さな髷しか結えない状況であった。
- 四股名「須佐の湖」は同部屋の金親和行と苗字を間違えられやすい（金作）ため、必要に追われて名乗ったという。
- 先祖は東北地方出身で、源義経に遣えたほど由緒ある金職人であったという。

## 主な成績
- 生涯成績：381勝376敗17休  勝率.503
- 十両成績：120勝150敗  勝率.444
- 現役在位：91場所
- 十両在位：18場所
- 各段優勝 
  - 幕下優勝：2回（1996年7月場所、1997年7月場所）
  - 三段目優勝：1回（1992年7月場所）

### 場所別成績
| | 一月場所 初場所（東京） | 三月場所 春場所（大阪） | 五月場所 夏場所（東京） | 七月場所 名古屋場所（愛知） | 九月場所 秋場所（東京） | 十一月場所 九州場所（福岡） |
| --- | ----------------------- | ----------------------- | ----------------------- | --------------------------- | ----------------------- | --------------------------- |
| 1988年 （昭和63年） | x                       | （前相撲）              | 西序ノ口28枚目 5–2      | 東序二段113枚目 4–3         | 東序二段82枚目 2–5      | 東序二段112枚目 5–2         |
| 1989年 （平成元年） | 西序二段66枚目 2–5      | 東序二段98枚目 4–3      | 西序二段69枚目 3–4      | 東序二段94枚目 6–1          | 西序二段24枚目 7–0      | 東三段目34枚目 4–3          |
| 1990年 （平成2年） | 西三段目19枚目 2–5      | 東三段目48枚目 2–5      | 東三段目81枚目 5–2      | 東三段目51枚目 4–3          | 東三段目34枚目 4–3      | 東三段目15枚目 3–4          |
| 1991年 （平成3年） | 東三段目30枚目 4–3      | 東三段目15枚目 5–2      | 西幕下50枚目 4–3        | 東幕下35枚目 5–2            | 西幕下20枚目 3–4        | 西幕下25枚目 3–4            |
| 1992年 （平成4年） | 西幕下36枚目 1–6        | 西三段目5枚目 3–4       | 西三段目23枚目 4–3      | 西三段目8枚目 優勝 7–0      | 東幕下9枚目 4–3         | 西幕下4枚目 4–3             |
| 1993年 （平成5年） | 西幕下筆頭 3–4          | 西幕下4枚目 3–4         | 西幕下9枚目 4–3         | 東幕下4枚目 5–2             | 東十両13枚目 3–12       | 東幕下9枚目 0–4–3           |
| 1994年 （平成6年） | 東幕下44枚目 休場 0–0–7 | 東幕下44枚目 5–2        | 東幕下28枚目 5–2        | 西幕下15枚目 2–5            | 東幕下34枚目 3–4        | 西幕下45枚目 5–2            |
| 1995年 （平成7年） | 東幕下27枚目 4–3        | 西幕下19枚目 2–5        | 東幕下34枚目 2–5        | 西幕下52枚目 6–1            | 東幕下25枚目 5–2        | 西幕下13枚目 3–4            |
| 1996年 （平成8年） | 西幕下17枚目 6–1        | 西幕下3枚目 2–5         | 東幕下14枚目 4–3        | 西幕下9枚目 優勝 6–1        | 東幕下3枚目 4–3         | 西幕下筆頭 3–4              |
| 1997年 （平成9年） | 東幕下4枚目 3–4         | 東幕下11枚目 4–3        | 西幕下6枚目 4–3         | 東幕下4枚目 優勝 7–0        | 東十両11枚目 8–7        | 西十両6枚目 10–5            |
| 1998年 （平成10年） | 東十両2枚目 5–10        | 西十両6枚目 5–10        | 東十両10枚目 9–6        | 東十両5枚目 8–7             | 東十両3枚目 4–11        | 西十両12枚目 8–7            |
| 1999年 （平成11年） | 東十両11枚目 8–7        | 西十両8枚目 7–8         | 西十両10枚目 9–6        | 西十両6枚目 9–6             | 西十両2枚目 7–8         | 東十両4枚目 6–9             |
| 2000年 （平成12年） | 東十両6枚目 8–7         | 西十両4枚目 4–11        | 東十両10枚目 2–13       | 東幕下8枚目 1–6             | 東幕下28枚目 3–4        | 東幕下36枚目 4–3            |
| 2001年 （平成13年） | 西幕下27枚目 2–5        | 西幕下41枚目 5–2        | 東幕下27枚目 3–4        | 東幕下38枚目 5–2            | 西幕下23枚目 1–6        | 西幕下45枚目 3–4            |
| 2002年 （平成14年） | 東幕下57枚目 4–3        | 西幕下47枚目 4–3        | 西幕下40枚目 3–4        | 西幕下49枚目 4–3            | 西幕下42枚目 3–4        | 東幕下50枚目 3–4            |
| 2003年 （平成15年） | 東三段目7枚目 4–3       | 東幕下56枚目 引退 0–0–7 | x                       | x                           | x                       | x                           |
| 各欄の数字は、「勝ち-負け-休場」を示す。 優勝 引退 休場 十両 幕下 三賞：敢=敢闘賞、殊=殊勲賞、技=技能賞 その他：★=金星 番付階級：幕内 - 十両 - 幕下 - 三段目 - 序二段 - 序ノ口 幕内序列：横綱 - 大関 - 関脇 - 小結 - 前頭（「#数字」は各位内の序列） |                         |                         |                         |                             |                         |                             |

## 改名歴
- 金作 善治（かねさく よしはる） 1988年3月場所-1993年7月場所、1994年9月場所-1997年3月場所
- 将兜 善晴（まさかぶと -） 1993年9月場所-1994年7月場所
- 須佐の湖 善誉（すさのうみ よしたか） 1997年5月場所-2003年1月場所